# Молодіжна збірна Канади з футболу
Молодіжна збірна Канади з футболу — національна молодіжна футбольна збірна Канади, що складається із гравців віком до 20 років. Вважається основним джерелом кадрів для підсилення складу основної збірної Канади. Керівництво командою здійснює Канадська футбольна асоціація.
Команда має право участі у молодіжних чемпіонатах світу та молодіжних чемпіонатах КОНКАКАФ, а також може брати участь у товариських і регіональних змаганнях.

## Виступи на міжнародних турнірах

### Чемпіонат світу U-20
| Статистика молодіжних чемпіонатів світу | Статистика молодіжних чемпіонатів світу | Статистика молодіжних чемпіонатів світу | Статистика молодіжних чемпіонатів світу | Статистика молодіжних чемпіонатів світу | Статистика молодіжних чемпіонатів світу | Статистика молодіжних чемпіонатів світу | Статистика молодіжних чемпіонатів світу | Статистика молодіжних чемпіонатів світу | Статистика молодіжних чемпіонатів світу |
| Рік                                     | Результат                               | Місце                                   | І                                       | В                                       | Н                                       | П                                       | Г+                                      | Г-                                      |                                         |
| --------------------------------------- | --------------------------------------- | --------------------------------------- | --------------------------------------- | --------------------------------------- | --------------------------------------- | --------------------------------------- | --------------------------------------- | --------------------------------------- | --------------------------------------- |
| 1977                                    | не кваліфікувалася                      | не кваліфікувалася                      | не кваліфікувалася                      | не кваліфікувалася                      | не кваліфікувалася                      | не кваліфікувалася                      | не кваліфікувалася                      | не кваліфікувалася                      | не кваліфікувалася                      |
| 1979                                    | груповий етап                           | 13-е з 16                               | 3                                       | 1                                       | 0                                       | 2                                       | 3                                       | 5                                       |                                         |
| 1981                                    | не кваліфікувалася                      | не кваліфікувалася                      | не кваліфікувалася                      | не кваліфікувалася                      | не кваліфікувалася                      | не кваліфікувалася                      | не кваліфікувалася                      | не кваліфікувалася                      | не кваліфікувалася                      |
| 1983                                    | не кваліфікувалася                      | не кваліфікувалася                      | не кваліфікувалася                      | не кваліфікувалася                      | не кваліфікувалася                      | не кваліфікувалася                      | не кваліфікувалася                      | не кваліфікувалася                      | не кваліфікувалася                      |
| 1985                                    | груповий етап                           | 14-е з 16                               | 3                                       | 0                                       | 1                                       | 2                                       | 0                                       | 7                                       |                                         |
| 1987                                    | груповий етап                           | 12-е з 16                               | 3                                       | 0                                       | 2                                       | 1                                       | 4                                       | 5                                       |                                         |
| 1989                                    | не кваліфікувалася                      | не кваліфікувалася                      | не кваліфікувалася                      | не кваліфікувалася                      | не кваліфікувалася                      | не кваліфікувалася                      | не кваліфікувалася                      | не кваліфікувалася                      | не кваліфікувалася                      |
| 1991                                    | не кваліфікувалася                      | не кваліфікувалася                      | не кваліфікувалася                      | не кваліфікувалася                      | не кваліфікувалася                      | не кваліфікувалася                      | не кваліфікувалася                      | не кваліфікувалася                      | не кваліфікувалася                      |
| 1993                                    | не кваліфікувалася                      | не кваліфікувалася                      | не кваліфікувалася                      | не кваліфікувалася                      | не кваліфікувалася                      | не кваліфікувалася                      | не кваліфікувалася                      | не кваліфікувалася                      | не кваліфікувалася                      |
| 1995                                    | не кваліфікувалася                      | не кваліфікувалася                      | не кваліфікувалася                      | не кваліфікувалася                      | не кваліфікувалася                      | не кваліфікувалася                      | не кваліфікувалася                      | не кваліфікувалася                      | не кваліфікувалася                      |
| 1997                                    | 1/8 фіналу                              | 13-е з 24                               | 4                                       | 1                                       | 1                                       | 2                                       | 3                                       | 5                                       |                                         |
| 1999                                    | не кваліфікувалася                      | не кваліфікувалася                      | не кваліфікувалася                      | не кваліфікувалася                      | не кваліфікувалася                      | не кваліфікувалася                      | не кваліфікувалася                      | не кваліфікувалася                      | не кваліфікувалася                      |
| 2001                                    | груповий етап                           | 24-е з 24                               | 3                                       | 0                                       | 0                                       | 3                                       | 0                                       | 9                                       |                                         |
| 2003                                    | чвертьфінали                            | 8-е з 24                                | 5                                       | 2                                       | 0                                       | 3                                       | 4                                       | 6                                       |                                         |
| 2005                                    | груповий етап                           | 21-е з 24                               | 3                                       | 0                                       | 1                                       | 2                                       | 2                                       | 7                                       |                                         |
| 2007                                    | груповий етап                           | 24-е з 24                               | 3                                       | 0                                       | 0                                       | 3                                       | 0                                       | 6                                       |                                         |
| 2009                                    | не кваліфікувалася                      | не кваліфікувалася                      | не кваліфікувалася                      | не кваліфікувалася                      | не кваліфікувалася                      | не кваліфікувалася                      | не кваліфікувалася                      | не кваліфікувалася                      | не кваліфікувалася                      |
| 2011                                    | не кваліфікувалася                      | не кваліфікувалася                      | не кваліфікувалася                      | не кваліфікувалася                      | не кваліфікувалася                      | не кваліфікувалася                      | не кваліфікувалася                      | не кваліфікувалася                      | не кваліфікувалася                      |
| 2013                                    | не кваліфікувалася                      | не кваліфікувалася                      | не кваліфікувалася                      | не кваліфікувалася                      | не кваліфікувалася                      | не кваліфікувалася                      | не кваліфікувалася                      | не кваліфікувалася                      | не кваліфікувалася                      |
| 2015                                    | не кваліфікувалася                      | не кваліфікувалася                      | не кваліфікувалася                      | не кваліфікувалася                      | не кваліфікувалася                      | не кваліфікувалася                      | не кваліфікувалася                      | не кваліфікувалася                      | не кваліфікувалася                      |
| 2017                                    | не кваліфікувалася                      | не кваліфікувалася                      | не кваліфікувалася                      | не кваліфікувалася                      | не кваліфікувалася                      | не кваліфікувалася                      | не кваліфікувалася                      | не кваліфікувалася                      | не кваліфікувалася                      |
| 2019                                    | не кваліфікувалася                      | не кваліфікувалася                      | не кваліфікувалася                      | не кваліфікувалася                      | не кваліфікувалася                      | не кваліфікувалася                      | не кваліфікувалася                      | не кваліфікувалася                      | не кваліфікувалася                      |
| 2021                                    | скасовано                               | скасовано                               | скасовано                               | скасовано                               | скасовано                               | скасовано                               | скасовано                               | скасовано                               | скасовано                               |
| 2023                                    | не кваліфікувалася                      | не кваліфікувалася                      | не кваліфікувалася                      | не кваліфікувалася                      | не кваліфікувалася                      | не кваліфікувалася                      | не кваліфікувалася                      | не кваліфікувалася                      | не кваліфікувалася                      |
| 2025                                    | не кваліфікувалася                      | не кваліфікувалася                      | не кваліфікувалася                      | не кваліфікувалася                      | не кваліфікувалася                      | не кваліфікувалася                      | не кваліфікувалася                      | не кваліфікувалася                      | не кваліфікувалася                      |
| Усього                                  | чвертьфінали                            | 8/24                                    | 27                                      | 4                                       | 5                                       | 18                                      | 16                                      | 50                                      |                                         |

### Молодіжний чемпіонат КОНКАКАФ
| Статистика на молодіжних чемпіонатах КОНКАКАФ | Статистика на молодіжних чемпіонатах КОНКАКАФ | Статистика на молодіжних чемпіонатах КОНКАКАФ | Статистика на молодіжних чемпіонатах КОНКАКАФ | Статистика на молодіжних чемпіонатах КОНКАКАФ | Статистика на молодіжних чемпіонатах КОНКАКАФ | Статистика на молодіжних чемпіонатах КОНКАКАФ | Статистика на молодіжних чемпіонатах КОНКАКАФ | Статистика на молодіжних чемпіонатах КОНКАКАФ | Статистика на молодіжних чемпіонатах КОНКАКАФ |
| Рік                                           | Результат                                     | Місце                                         | І                                             | В                                             | Н                                             | П                                             | Г+                                            | Г-                                            |                                               |
| --------------------------------------------- | --------------------------------------------- | --------------------------------------------- | --------------------------------------------- | --------------------------------------------- | --------------------------------------------- | --------------------------------------------- | --------------------------------------------- | --------------------------------------------- | --------------------------------------------- |
| 1962                                          | відмовилися від участі                        | відмовилися від участі                        | відмовилися від участі                        | відмовилися від участі                        | відмовилися від участі                        | відмовилися від участі                        | відмовилися від участі                        | відмовилися від участі                        | відмовилися від участі                        |
| 1964                                          | відмовилися від участі                        | відмовилися від участі                        | відмовилися від участі                        | відмовилися від участі                        | відмовилися від участі                        | відмовилися від участі                        | відмовилися від участі                        | відмовилися від участі                        | відмовилися від участі                        |
| 1970                                          | відмовилися від участі                        | відмовилися від участі                        | відмовилися від участі                        | відмовилися від участі                        | відмовилися від участі                        | відмовилися від участі                        | відмовилися від участі                        | відмовилися від участі                        | відмовилися від участі                        |
| 1973                                          | четверте місце                                | 4-е з 6                                       | 4                                             | 0                                             | 1                                             | 3                                             | 2                                             | 6                                             |                                               |
| 1974                                          | чвертьфінали                                  | 4-е з 12                                      | 4                                             | 3                                             | 1                                             | 0                                             | 13                                            | 4                                             |                                               |
| 1976                                          | другий раунд                                  | 5-е з 15                                      | 6                                             | 2                                             | 1                                             | 3                                             | 14                                            | 13                                            |                                               |
| 1978                                          | віце-чемпіон                                  | 2-е з 13                                      | 7                                             | 3                                             | 1                                             | 3                                             | 16                                            | 4                                             |                                               |
| 1980                                          | півфінали                                     | 4-е з 18                                      | 5                                             | 2                                             | 3                                             | 0                                             | 6                                             | 2                                             |                                               |
| 1982                                          | другий раунд                                  | 5-е з 12                                      | 5                                             | 2                                             | 1                                             | 2                                             | 10                                            | 8                                             |                                               |
| 1984                                          | віце-чемпіон                                  | 2-е з 16                                      | 8                                             | 4                                             | 3                                             | 1                                             | 13                                            | 4                                             |                                               |
| 1986                                          | переможець                                    | 1-е з 10                                      | 7                                             | 6                                             | 1                                             | 0                                             | 23                                            | 2                                             |                                               |
| 1988                                          | груповий етап                                 | 6-е з 10                                      | 4                                             | 1                                             | 1                                             | 2                                             | 4                                             | 4                                             |                                               |
| 1990                                          | груповий етап                                 | 5-е з 12                                      | 2                                             | 1                                             | 1                                             | 0                                             | 1                                             | 0                                             |                                               |
| 1992                                          | третє місце                                   | 3-є з 11                                      | 5                                             | 3                                             | 1                                             | 1                                             | 12                                            | 6                                             |                                               |
| 1994                                          | третє місце                                   | 3-є з 12                                      | 6                                             | 3                                             | 0                                             | 3                                             | 18                                            | 10                                            |                                               |
| 1996                                          | переможець                                    | 1-е з 12                                      | 5                                             | 4                                             | 1                                             | 0                                             | 10                                            | 2                                             |                                               |
| 1998                                          | груповий етап                                 | 6-е з 8                                       | 3                                             | 1                                             | 0                                             | 2                                             | 4                                             | 7                                             |                                               |
| 2001                                          | груповий етап                                 | 3-є з 8                                       | 3                                             | 2                                             | 1                                             | 0                                             | 2                                             | 0                                             |                                               |
| 2003                                          | груповий етап                                 | 2-е з 8                                       | 3                                             | 2                                             | 1                                             | 0                                             | 5                                             | 2                                             |                                               |
| 2005                                          | груповий етап                                 | 2-е з 8                                       | 3                                             | 3                                             | 0                                             | 0                                             | 4                                             | 1                                             |                                               |
| 2007                                          | відмовилися від участі                        | відмовилися від участі                        | відмовилися від участі                        | відмовилися від участі                        | відмовилися від участі                        | відмовилися від участі                        | відмовилися від участі                        | відмовилися від участі                        | відмовилися від участі                        |
| 2009                                          | груповий етап                                 | 5-е з 8                                       | 3                                             | 1                                             | 0                                             | 2                                             | 3                                             | 3                                             |                                               |
| 2011                                          | чвертьфінали                                  | 7-е з 12                                      | 3                                             | 1                                             | 0                                             | 2                                             | 2                                             | 7                                             |                                               |
| 2013                                          | чвертьфінали                                  | 6-е з 12                                      | 3                                             | 1                                             | 0                                             | 2                                             | 8                                             | 7                                             |                                               |
| 2015                                          | груповий етап                                 | 9-е з 12                                      | 5                                             | 1                                             | 0                                             | 4                                             | 8                                             | 11                                            |                                               |
| 2017                                          | груповий етап                                 | 9-е з 12                                      | 3                                             | 1                                             | 0                                             | 2                                             | 2                                             | 6                                             |                                               |
| 2018                                          | груповий етап                                 |                                               | 5                                             | 3                                             | 0                                             | 2                                             | 10                                            | 6                                             |                                               |
| 2020                                          | скасовано                                     | скасовано                                     | скасовано                                     | скасовано                                     | скасовано                                     | скасовано                                     | скасовано                                     | скасовано                                     | скасовано                                     |
| 2022                                          | 1/8 фіналу                                    | 11-е з 20                                     | 4                                             | 1                                             | 2                                             | 1                                             | 7                                             | 4                                             |                                               |
| 2024                                          | чвертьфінали                                  | 6-е з 12                                      | 4                                             | 2                                             | 1                                             | 1                                             | 6                                             | 5                                             |                                               |
| Усього                                        | 2 перемоги                                    | 25/29                                         | 110                                           | 53                                            | 21                                            | 36                                            | 203                                           | 124                                           |                                               |

### Франкофонські ігри
| Статистика на Франкофонських іграх | Статистика на Франкофонських іграх | Статистика на Франкофонських іграх | Статистика на Франкофонських іграх | Статистика на Франкофонських іграх | Статистика на Франкофонських іграх | Статистика на Франкофонських іграх | Статистика на Франкофонських іграх | Статистика на Франкофонських іграх | Статистика на Франкофонських іграх |
| Рік                                | Результат                          | Місце                              | І                                  | В                                  | Н                                  | П                                  | Г+                                 | Г-                                 |                                    |
| ---------------------------------- | ---------------------------------- | ---------------------------------- | ---------------------------------- | ---------------------------------- | ---------------------------------- | ---------------------------------- | ---------------------------------- | ---------------------------------- | ---------------------------------- |
| 1989                               | переможець                         | 1-е з 10                           | 4                                  | 3                                  | 1                                  | 0                                  | 9                                  | 3                                  |                                    |
| 1994                               | груповий етап                      | 5-е з 9                            | 2                                  | 1                                  | 0                                  | 1                                  | 6                                  | 5                                  |                                    |
| 1997                               | переможець                         | 1-е з 10                           | 5                                  | 2                                  | 2                                  | 1                                  | 3                                  | 2                                  |                                    |
| 2001                               | чвертьфінали                       | 6-е з 12                           | 4                                  | 1                                  | 1                                  | 2                                  | 4                                  | 7                                  |                                    |
| 2005                               | груповий етап                      | 12-е з 12                          | 3                                  | 0                                  | 0                                  | 3                                  | 1                                  | 13                                 |                                    |
| 2009                               | четверте місце                     | 4-е з 9                            | 4                                  | 1                                  | 1                                  | 2                                  | 4                                  | 9                                  |                                    |
| 2013                               | груповий етап                      | 10-е з 14                          | 3                                  | 1                                  | 0                                  | 2                                  | 3                                  | 7                                  |                                    |
| 2017                               | груповий етап                      | 7-е з 16                           | 3                                  | 2                                  | 0                                  | 1                                  | 3                                  | 4                                  |                                    |
| Усього                             | 2 перемоги                         | 8/8                                | 28                                 | 11                                 | 5                                  | 12                                 | 33                                 | 50                                 |                                    |